# Gail Gilmore
Pour les articles homonymes, voir Gilmore.
Gail Gilmore, née Gail Gerber le 4 octobre 1937 à Edmonton et morte le 2 mars 2014 (à 76 ans) à Sharon dans le Connecticut, est une actrice et danseuse canadienne.

## Biographie
Elle s'initie à la danse dès l'âge de sept ans. En raison de son talent, elle intègre les Grands Ballets canadiens de Montréal à quinze ans. À la fin des années 1950, elle quitte la troupe pour déménager à Toronto où elle envisage commencer une carrière d'actrice. Elle y reste jusqu'en 1963, lorsqu'elle décide de partir pour Hollywood.
Arrivée en Californie, elle fait plusieurs apparitions sur le petit écran, dans des séries télévisées comme Mr. Novak, My three sons, Perry Mason et  Wagon Train. Le succès est rapide ; 1965 marque ses débuts au cinéma à travers six films, dont le premier est The Girls on the Beach, aux côtés des Beach Boys. Gail Gerber, dont les apparitions à l'écran sont désormais créditées sous le nom de Gail Gilmore, incarne par deux fois des rôles en co-vedette avec le chanteur Elvis Presley, dans les comédies musicales Girl Happy et  Harum Scarum, toutes deux sorties en 1965. Elle figure à l'affiche d'une troisième comédie musicale, Beachball, avec Edd Byrnes, puis d'un film de science-fiction, Village of the Giants, où elle incarne un membre d'une bande de cinq jeunes adolescents délinquants qui, devenus géants, terrorisent une petite ville de Californie.
Gail Gerber fait la rencontre de l'écrivain Terry Southern après le tournage de The Loved One, dont elle devient la compagne, abandonnant sa carrière d'actrice. Le couple déménage dans le Connecticut en 1966. Gail se consacre alors à l'enseignement du ballet. Terry Southern meurt à New-York en 1995.  
Gail revient sur les écrans en 2008 dans le film indépendant Lucky Days, tout en assumant ses fonctions de secrétaire de la Terry Southern Trust. Elle rédige ses mémoires dans un ouvrage intitulé Trippin’ with Terry Southern: What I Think I Remember, qui reçoit un Independent Publishers Book Award Silver Medal en 2011.
Gail Gerber s'éteint le 2 mars 2014 à Sharon dans le Connecticut, des suites d'un cancer du poumon. Elle était âgée de 76 ans.

## Filmographie

### Créditée sous le nom de Gail Gerber
- 1964 : Mr. Novak (série TV) : Pat (épisode The Exile)
- 1964 : My three sons (série TV)  (épisode The Chaperone)
- 1964 : Perry Mason (série TV) : première fille (épisode The Case of the Careless Kidnapper)
- 1964 :  Wagon Train (série TV) : Kate Campbell (épisode Those Who Stay Behind)
- 1965 : The Girls on the Beach : Georgia
- 2008 : Lucky Days : Gloria

### Créditée sous le nom de Gail Gilmore
- 1965 : Girl Happy : Nancy
- 1965 : Harum Scarum : Sapphire
- 1965 : Beach Ball : Deborah
- 1965 : Village of the Giants : Elsa
- 1965 : The Long, Hot Summer (série TV) : Lucy Hagen (épisode Track the Man Down)
- 1965 : The Loved One : fille dans la chambre funéraire (non crédité)